# Tibellus parallelus
Tibellus parallelus är en spindelart som först beskrevs av Carl Ludwig Koch 1837.  Tibellus parallelus ingår i släktet Tibellus och familjen snabblöparspindlar. Inga underarter finns listade i Catalogue of Life.